# Кровохлёбка лекарственная
Кровохлёбка лека́рственная, или апте́чная, или желе́зистая (лат. Sanguisórba officinális) — многолетнее травянистое растение; типовой вид рода Кровохлёбка семейства Розовые.

## Название
Латинское название рода происходит от лат. sanguis — кровь и sorbere — хлебать, поглощать; отражая кровоостанавливающие свойства этого растения. Видовой эпитет officinalis — целебный, аптечный, лекарственный; от officina — аптека, мастерская; дано по употреблению растения в качестве лекарственного средства. Русское название (как и названия на многих других языках) является полной калькой с латинского.
Русские народные названия: кровавохлёбка, кровохлёб, бедренец, выпадошная трава, грыжник, яловый золотник, каточки, катышки, красноголовник, красные коренья, кровососка, луговка, мышьяк, наголоватень, огорошник, простудная трава, прутяк, радовик, рядовик, дикая рябина, лесная рябинка, рябинник, серебряный лист, снурок, совья стрела, совина стрела, сабина, сухозолотица, трудница, ужачье зелье, угрим, хлебенка, черноголовка, черноголовник, чернотрав, шишечки.

## Ботаническое описание

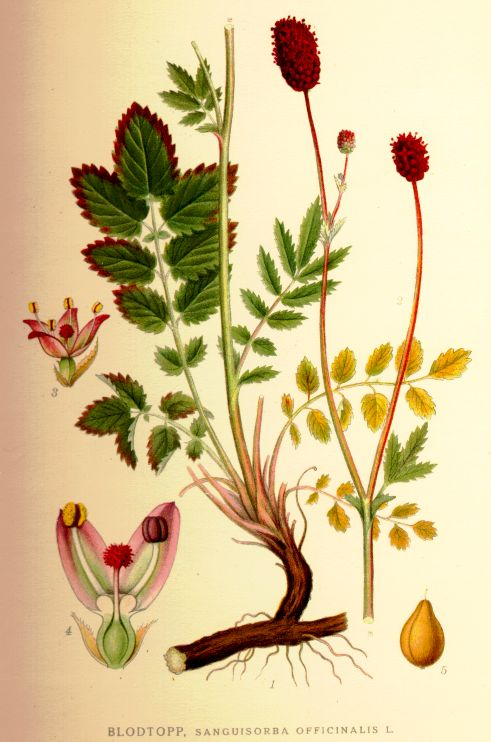

Корневище толстое горизонтальное, длиной до 12 см, деревянистое, с многочисленными длинными и тонкими мочковатыми корнями. Корни проникают на глубину до 1 м.
Стебель большей частью одиночный, ветвистый в верхней части, ребристый, внутри полый, голый, прямостоячий, высотой 30—90 см.
Прикорневые листья длинночерешковые, крупные, непарноперистые с семью — двадцатью пятью листочками, сверху блестящие тёмно-зелёные, снизу тусклые сизо-зелёные; стеблевые сидячие, непарноперистосложные. Листочки продолговато-яйцевидные, по краю городчатые или остропильчатые.
Цветки мелкие, тёмно-красные, почти чёрно-пурпуровые, собраны в овальные, иногда колосовидные головки длиной 1—3 см, на длинных прямых цветоносах. Цветки обоеполые с буровато-перепончатыми, волосистыми, удлиненными прицветниками. Чашечка из четырёх чашелистиков, опадающих при плодах, венчика нет. Тычинок четыре. Пестик с нитевидным столбиком и головчатым рыльцем, покрытым сосочками, и с нижней завязью. Цветёт с июля до августа.
Плоды — односемянные сухие четырёхгранные орешки длиной 3—3,5 мм, коричневого цвета — созревают в августе — сентябре.

## Распространение и экология
Растёт по суходольным и заливным лугам, на полянах и по опушкам лесов, по обрывам, в зарослях кустарников, по берегам болот и рек.
Распространена по всей Европе, в Северной Америке и в умеренном климате Восточной Азии. Отмечена также в некоторых районах Средней Азии, в горах Тянь-Шаня.
В России и сопредельных странах растёт в лесной и лесостепной зонах и в части степной зоны. Широко распространена в Сибири, на Дальнем Востоке, в европейской части и в горах Кавказа.

## Охранный статус
Кровохлёбка лекарственная занесена в Красные книги Латвии, Харьковской области Украины; в России — Вологодской, Ивановской и Костромской областей.

## Химический состав
В корневищах содержатся дубильные вещества (до 23 %), крахмал (до 30 %), эфирное масло, сапонины, красящие вещества, галловая и эллаговая кислота. Корни содержат 16—17 %, а каллюс — до 23 % дубильных веществ пирогалловой группы; листья — аскорбиновую кислоту (до 0,92 %). Корни и корневища, кроме того, содержат макроэлементы (мг/г): калий — 5,8, кальций — 23,1, магний — 2,9, железо — 0,4; микроэлементы (мкг/г): марганец — 0,47, медь — 0,59, цинк — 1,02, кобальт — 0,04, хром — 0,03, алюминий — 0,31, барий — 5,71, ванадий — 0,12, селен — 1,39, никель — 1,15, стронций — 6,14, свинец — 0,06, иод − 0,1, бор — 2,0. Корни и корневища способны концентрировать цинк, никель, селен, а особенно барий и стронций.
| Фаза        | Воды (в %) | От абсолютного сухого вещества в % | От абсолютного сухого вещества в % | От абсолютного сухого вещества в % | От абсолютного сухого вещества в % | От абсолютного сухого вещества в % | Источник      |
| Фаза        | Воды (в %) | золы                               | протеина                           | жира                               | клетчатки                          | БЭВ                                | Источник      |
| ----------- | ---------- | ---------------------------------- | ---------------------------------- | ---------------------------------- | ---------------------------------- | ---------------------------------- | ------------- |
| Стеблевание | 8,7        | 8,2                                | 11,8                               | 3,9                                | 12,7                               | 63,4                               | Михеев, 1949  |
| Цветение    | —          | 6,60                               | 8,8                                | 4,3                                | 36,7                               | 42,5                               | Темноев, 1935 |
| Цветение    | —          | 6,86                               | 12,25                              | 6,38                               | 17,87                              | 47,54                              | [ 10 ]        |

В стадии плодоношения листья содержат 590 мг % аскорбиновой кислоты.
Растение содержит много кальция — 1,75—1,77 % в фазе цветения и созревания семян. В листьях содержится меньше кальция, чем в стеблях, но листья больше накапливают магния.

## Хозяйственное значение и использование
В сене поедается всеми видами животных. Крупным рогатым скотом на пастбище с весны до середины июня поедается удовлетворительно. После того как стебли становятся грубыми поедается хуже. Овцы и козы хорошо едят до цветения. В смеси с другими травами считается полезный для суягных маток. По наблюдениям на Алтае хорошо поедался алтайским маралом (Cervus elaphus sibiricus Severtzow). Летом поедается тетеревом (Lyrurus tetrix). Входит в летний рацион северного оленя (Rangifer tarandus).
Благодаря высокому содержанию кальция является важным компонентом для заготовки сбалансированного по минеральному составу корма.
В качестве лекарственного сырья в научной медицине используют корневище и корень кровохлёбки лекарственной (лат. Rhizoma et radix Sanguisorbae). Заготавливают осенью, очищают от остатков надземной части, отмывают от земли и высушивают.
Настои и отвары кровохлёбки обладают бактерицидным, вяжущим и сильным кровоостанавливающим действием. Экстракты и отвары применяют при амёбной дизентерии, различных желудочно-кишечных заболеваниях, при геморроидальных и маточных кровотечениях и при закупорке (тромбозе) кровеносных сосудов конечностей. Наружно её применяют для лечения трофических язв, ожогов, в виде вяжущих полосканий при стоматитах, а также при некоторых гинекологических заболеваниях.
Установлено антисептическое действие экстракта кровохлёбки в отношении кишечной палочки и менее выраженное — в отношении брюшнотифозной, паратифозной и дизентерийной палочек.
Кровохлёбка лекарственная входит в состав противопоносного сбора.
В народной медицине отвары и настои корневищ (иногда соцветий и надземной части) используют как болеутоляющее, противовоспалительное, кровоостанавливающее и вяжущее средство; при кровохарканиях у туберкулёзных больных, при обильных менструациях и как наружное для заживления ран.
Слабый медонос и пыльценос.
Превосходная кормовая трава, разводимая искусственно.
По сведениям Н. И. Анненкова, якуты Вилюйского округа ели замороженные корни этого растения (под именем «быта́»), a также варили их в молоке.
|                                                                        |  |  |  |
| Слева направо: листочки, соцветие, диаграмма цветка, цветущие растения |  |  |  |

## Классификация

### Таксономия
- Sanguisorba officinalis L., 1753, Sp. Pl. : 116

Вид Кровохлёбка лекарственная включается в род Кровохлёбка (Sanguisorba) семейства Розовые (Rosaceae) порядка Розоцветные (Rosales), последовательно входящего в более крупные клады Фабиды → Розиды → Суперрозиды → Эвдикоты → Цветковые растения. Таксономическая схема в соответствии с Системой APG IV по состоянию на июнь 2024 года:
|  |                          |  |                                   |                                   |                   |  | еще 8 семейств | еще 8 семейств |                               |  |  |  | еще 37 подтвержденных видов и 34 вида, ожидающих подтверждения |
|  |                          |  |                                   |                                   |                   |  | еще 8 семейств | еще 8 семейств |                               |  |  |  | еще 37 подтвержденных видов и 34 вида, ожидающих подтверждения |
|  |                          |  |                                   | порядок Розоцветные               |                   |  |                |                | род Кровохлёбка               |  |  |  |                                                                |
|  |                          |  |                                   | порядок Розоцветные               |                   |  |                |                | род Кровохлёбка               |  |  |  |                                                                |
|  | клада Цветковые растения |  |                                   |                                   | семейство Розовые |  |                |                | вид Кровохлёбка лекарственная |  |  |  |                                                                |
|  | клада Цветковые растения |  |                                   |                                   | семейство Розовые |  |                |                |                               |  |  |  |                                                                |
|  |                          |  | ещё 63 порядка цветковых растений | ещё 63 порядка цветковых растений |                   |  |                | еще 116 родов  | еще 116 родов                 |  |  |  |                                                                |
|  |                          |  |                                   | ещё 63 порядка цветковых растений |                   |  |                |                | еще 116 родов                 |  |  |  |                                                                |